# Дружба (Мензелинский район)
Дружба — деревня в Мензелинском районе Татарстана. Входит в состав Аюского сельского поселения.

## География
Находится в восточной части Татарстана на расстоянии приблизительно 7 км на юго-восток по прямой от районного центра города Мензелинск.

## История
Основана в 1920 году переселенцами из деревень Старый Пьяный Бор и Дыреевка. В советское время здесь работал колхоз «Дружба», позднее вошедший в совхоз «Мензелинский».

## Население
Постоянных жителей было: в 1926 — 69, в 1949—296, в 1958—294, в 1970—401, в 1979—280, в 1989—185 (татары 56 %, русские 35 %), в 2002—169 (татары 57 %, русские 37 %), 167 в 2010.